# Vida Čok
Vida Čok, slovenska pravnica, * 15. junij 1931, Beograd, † 1. november 2023, Maribor

## Življenje in delo
Diplomirala je 1953 na beograjski Pravni fakulteti in prav tam 1961 tudi doktorirala. Leta 1964 se je izpopolnjevala na Akademiji za mednarodno pravo v Haagu. Od 1956 je znanstvena svetnica na Inštitutu za primerjalno pravo v Beogradu, 1983 pa je bila izvoljena za redno profesorico za mednarodno pravo na Pravni fakulteti v Ljubljani. Napisala je več knjižnih del in objavila številne razprave v domačih in tujih strokovnih revijah. Njena monografija o pravni ureditvi mednarodnega tehničnega sodelovanja sodi med redka tovrstna dela v svetovni znanstveni literaturi.